# Joel Ely Serrano
Joel Ely Serrano Pereira, Santa Rosa de Lima, El Salvador; 18 de enero de 1988 es un futbolista salvadoreño, actualmente se encuentra retirado de las competiciones oficiales. Se desempeñó como centrocampista y su último fue el C.D. Dragón de la Primera División de El Salvador.

## Trayectoria
Tuvo sus inicios en las inferiores de Municipal Limeño, equipo de su ciudad natal, debutó en la Primera División de El Salvador a los 14 años en el Torneo Clausura 2004, bajo la dirección del estratega argentino Jorge García.
Tras el descenso del equipo santarroseño en el Torneo Clausura 2005, Serrano tuvo un paso fugaz por las inferiores de San Salvador F.C., posteriormente retornó al equipo auriazul a solicitud de Carlos "La Gambeta" Estrada, en un esfuerzo por retornar a la liga de privilegio, estuvo en la institución limeña hasta la Temporada 2009/10.
Posteriormente vistió los colores del Atlético Balboa, Alianza Fútbol Club, Universidad de El Salvador y Club Deportivo Dragón, con los mitológicos se consagró campeón nacional en Torneo Clausura 2016 bajo la dirección de Omar Sevilla y luego de ese torneo decidió retirarse de las competencias oficiales.

## Clubes
| Club                       | País        | Año         |
| -------------------------- | ----------- | ----------- |
| Municipal Limeño           | El Salvador | 2004 - 2005 |
| San Salvador F.C.          | El Salvador | 2005        |
| Municipal Limeño           | El Salvador | 2006 - 2010 |
| Atlético Balboa            | El Salvador | 2010 - 2011 |
| Alianza Fútbol Club        | El Salvador | 2011        |
| Universidad de El Salvador | El Salvador | 2012 - 2015 |
| Municipal Limeño           | El Salvador | 2016        |
| C.D. Dragón                | El Salvador | 2016        |
| C.D. Aspirante             | El Salvador | 2017        |

## Palmarés

### Títulos nacionales
| Título        | Club        | País        | Año  |
| ------------- | ----------- | ----------- | ---- |
| Clausura 2016 | C.D. Dragón | El Salvador | 2016 |